# Хорни Вадичов
Хорни Вадичов (слч. Horný Vadičov) насељено је мјесто са административним статусом сеоске општине (слч. obec) у округу Кисуцке Нове Место, у Жилинском крају, Словачка Република.

## Становништво
| Година:    | 1994. | 2004.   | 2014.   | 2024.   |
| ---------- | ----- | ------- | ------- | ------- |
| Број људи: | 1509  | 1557    | 1633    | 1723    |
| Разлика:   |       | +3,18 % | +4,88 % | +5,51 % |

| Година:    | 2023. | 2024.   |
| ---------- | ----- | ------- |
| Број људи: | 1722  | 1723    |
| Разлика:   |       | +0,05 % |

Према подацима о броју становника из 2023. године насеље је имало 1.722 становника.